# Atacul cu drone asupra Kremlinului
La 3 mai 2023, au fost difuzate imagini cu două drone care ar fi vizat Kremlinul și care au fost ulterior doborâte de Rusia. Președintele rus Vladimir Putin nu era prezent în clădire la momentul presupusului atac. Nimeni nu a fost ucis sau rănit în presupusul atac.